# Macrostomum tennesseense
Macrostomum tennesseense är en plattmaskart. Macrostomum tennesseense ingår i släktet Macrostomum och familjen Macrostomidae. Inga underarter finns listade i Catalogue of Life.